# Брэнтли, Бобби
Бобби Линн Брэнтли (англ. Bobby Lynn Brantley; род. 6 апреля 1948, Atmore, Алабама) — американский государственный деятель, вице-губернатор Флориды (1987—1991).

## Биография
Родился 6 апреля 1948 года в городе Атмор, штат Алабама, США.
В 1978 году был избран в Палату представителей Флориды от 34-го округа штата. Брэнтли удавалось трижды переизбраться на этот пост, сохраняя своё место до 1986 года.
В 1986 году он был номинирован на пост вице-губернатора в качестве напарника мэра Тампы и кандидата на пост губернатора Роберта Мартинеса. На всеобщих выборах Мартинес и Брэнтли победили демократов Стива Паджича и Фрэнка Манна, набрав 54% голосов против 45%.
В 1990 году Брэнтли отказался от повторного выдвижения своей кандидатуры на пост Вице-губернатора штата, покинув должность в 1991 году. По состоянию на 2011 год он работал в юридической фирме Shutts & Bowen.